# نيكولا رولان
نيكولا رولان (بالفرنسية: Nicolas Rolin)‏ هو راعي الفنون ودبلوماسي فرنسي، ولد في 1376 في أوتون في فرنسا، وتوفي بنفس المكان في 18 يناير 1462.

## وصلات خارجية
- نيكولا رولان على موقع الموسوعة البريطانية (الإنجليزية)